# Amano Akira
Amano Akira (天野 明 sinh năm 1973) là một mangaka người Nhật, nổi tiếng vì loạt tác phẩm shōnen manga Gia sư Hitman Reborn!.

## Sự nghiệp
Amano bắt đầu công việc năm 1998 tại tạp chí Weekly Young, và giúp việc tại Shueisha Publishing Co, Ltd (công ty xuất bản Shueisha).
Năm 2002, cô tham gia cuộc thi mangaka và đã may mắn thắng với tác phẩm Monkey Business published.
Năm 2004, Amano tìm được ý tưởng cho bộ truyện Katekyou Hitman Reborn!. Và bộ manga này được quảng bá rộng rãi bởi tạp chí Shonen Jump. Hai năm sau được chuyển thể thành anime do Artland studios.
Ý tưởng cho Reborn!: Amano có vài ý tưởng điên rồ và muốn độc giả giải trí với nó. Bắt đầu từ vài nhân vật quái dị sau đó thêm các tình tiết vào. Đây là bộ manga đầu tay của cô.

## Tác phẩm
- Boy Spin (1998)
- Hot Blast Baseball Legendary (1999)
- Pu Chipu Chirabii (2000)
- Monkey Business (2002)
- Tapir Hearts HAWK! (2003)
- Gia sư Hitman Reborn! (2004)
- Psycho-Pass: Thiết kế Nhân vật Nguyên gốc
- ēlDLIVE (2013)
- Nemuri Netarou Appears(one-shot)
- Hot (one-shot)
- Ron Kamonohashi: Deranged Detective (2021)